# Egerie (poutnice)
Egerie, Etherie nebo Aetherie byla hispánsko-římská křesťanka, všeobecně považovaná za autorku podrobného popisu pouti do Svaté země kolem roku 381/2–384. Dlouhý dopis, nazvaný Peregrinatio nebo Itinerarium Egeriae, je adresován okruhu žen doma. Historické podrobnosti, které obsahuje, zasazují cestu do počátku roku 380, což z něj činí nejstarší list svého druhu. Dochoval se ve fragmentární podobě v pozdějším exempláři – chybí název, datum a atribuce.

## Objev a identita

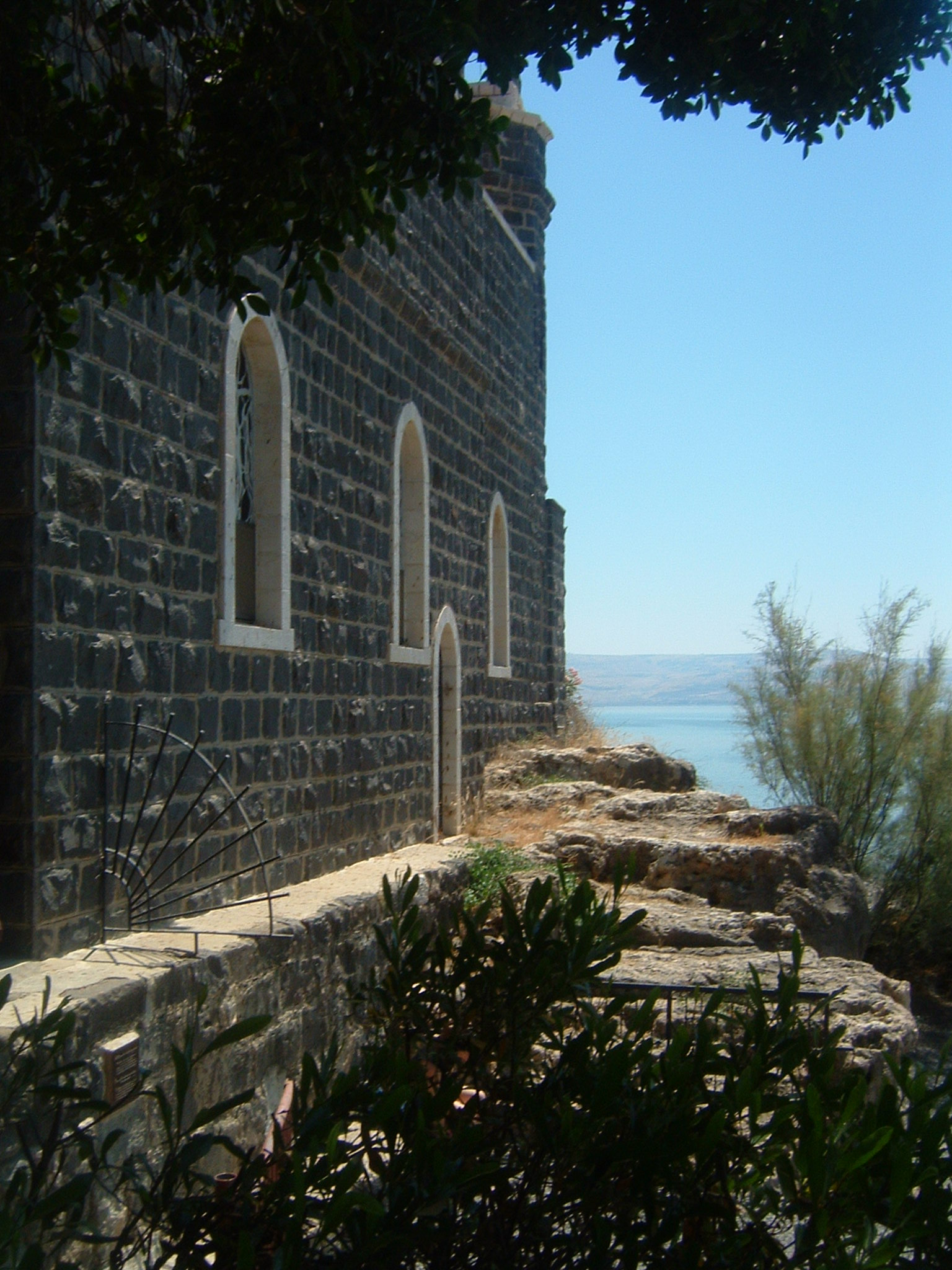
Zbytky schodiště na břehu Tiberiadského jezera popsané Egerií

Prostřední část Egeriina spisu se zachovala a byla opsána v Aretinově kodexu (Codex Aretinus), který vznikl v 11. století v Monte Cassinu, zatímco začátek a konec jsou ztraceny. Tento Codex Aretinus objevil v roce 1884 italský učenec Gian Francesco Gamurrini v klášterní knihovně v Arezzu. V roce 2005 identifikoval Jesús Alturo dva nové fragmenty z jednoho rukopisu kolem roku 900 v karolinské minuskuli.
Gamurrini vydal latinský text a vyslovil teorii, že autorkou je Silvie Akvitánská. V roce 1903 Marius Férotin tvrdil, že autorkou je jistá Aetherie nebo Egerie, známá z dopisu gallaecijského mnicha Valeria z Bierzo ze 7. století. Její pouť datoval asi do let 381-384, do doby vlády Theodosia I.:vii f. Férotin se domníval, že pochází z Gallaecia, ale v roce 1909 Karl Meister Férotinovu teorii o datu Egeriiny pouti a její identitě zpochybnil. Meister tvrdí, že její jazyk nevykazuje žádné známky iberského románského původu, ale spíše naznačuje, že mohla pocházet z některého ze známých řeholních domů Gallia Narbonensis šestého století; podle této teorie se její pouť uskutečnila v první polovině vlády Justiniána I. (r. 527–565):viii f. Jan Bernard poznamenal, že některé detaily Egeriina vyprávění, které podporují dřívější datování – dva kostely zmíněné v Breviariu a Peregrinatio Theodosii (obojí kolem roku 530) – v Egeriině jinak podrobném popisu Jeruzaléma chybí, a potvrzují tak datování do 4. století.:xiv Většina badatelů se přiklání k datu 4. století.
Právě prostřednictvím Valeriova dopisu se poprvé setkáváme se jménem Aetherie nebo Egerie a máme k dispozici většinu životopisných informací. Chválí Egerii a identifikuje ji jako řeholnici, snad proto, že své vyprávění adresuje svým „sorores“ (latinsky „sestrám“) doma. Jiní (včetně Hagith Sivan, 1988) však poukazují na to, že v Egeriině době bylo běžné oslovovat spolukřesťany laiky jako „sestry“ a „bratry“. Je možné, že Egeria používala tento výraz pro oslovení svých křesťanských známých. Valerio se také mohl domnívat, že je řeholnicí, protože se vydala na takovou pouť, ačkoli je známo, že se laické ženy té doby věnovaly takové náboženské turistice. Egeriina schopnost podniknout dlouhou a nákladnou cestu sama, její četní známí a pozorní průvodci v místech, která navštívila, a její vzdělání naznačují její zámožný původ ze střední nebo vyšší třídy.:xi Valerio se ve svém dopise Egerii zmiňuje o březích „Západního moře“ nebo „Oceánu“, z něhož Egerie vzešla, což naznačuje, že psal o osobě cestující z římské Gallaecie, ale Meister se domnívá, že její zmínka o řece Rhôně podporuje jeho teorii o galském původu.:viii f. 

## Putování Egerie

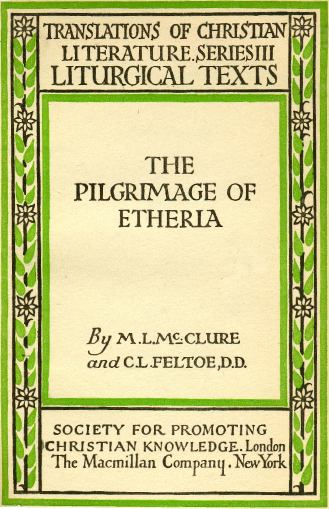
Obálka překladu do angličtiny knihy Egeriina cesta vydaná v roce 1919

Egerie své postřehy sepsala v dopise, který se dnes nazývá Itinerarium Egeriae („Cesty Egerie“). Někdy se také nazývá Peregrinatio Aetheriae („Pouť Aetherie“) nebo Peregrinatio ad Loca Sancta („Pouť do Svaté země“) či jiná kombinace. Jedná se o nejstarší dochované grafické vylíčení křesťanské pouti. Text má četné mezery.
Text je vyprávěním, které zřejmě vzniklo na konci Egeriiny cesty ze zápisků, jež si pořídila cestou, a je adresováno jejím „milým dámám“: ženám z jejího duchovního společenství doma. V první dochované části textu popisuje cestu od příjezdu k hoře Sinaj až po zastávku v Konstantinopoli. Při tříletém pobytu v Jeruzalémě podnikla výpravy na horu Nebo a k Jobovu hrobu ve starověkém Karneasu nebo Karnaji (dnešní Al-Shaykh Saad, Sýrie). Obsáhle psala o svých pozorováních průběhu Svatého týdne a velikonoční vigilie, které se konaly v Jeruzalémě v bezprostřední návaznosti na sebe.
Kromě toho navštívila místa, kde byl pohřben Abrahámův bratr Haran, a také místo, kde se Eliezer setkal s Rebekou. Nějaký čas strávila u Galilejského jezera a komentovala tamní tradice, mezi nimiž je i ta o Kristu, který krmil zástupy, a místo, kde konal své zázraky. Na zpáteční cestě do Evropy se zastavila v Hagia Tekla – tj. ve svatyni svaté Thekly poblíž Seleucia Isauriae (dnešní Silifke, Turecko), kterou uctívají zejména ženy.Po návratu do Konstantinopole plánovala další cestu ke sv. Janu do Efezu.
Druhá část textu je podrobným popisem liturgických služeb a dodržování církevního kalendáře v Jeruzalémě (nejspíše za Cyrila), liturgický rok byl v době její návštěvy v počátcích. To je neocenitelné, protože rozvoj liturgických bohoslužeb (např. postní, Květná neboli pašijová neděle) dosáhl všeobecné praxe ve 4. století. Egeria podává zprávu z první ruky o praxi a průběhu liturgických období, jak existovaly v době její návštěvy. Tento obrázek je z doby před všeobecným přijetím oslavy Ježíšova narození 25. prosince; to je velmi rané a velmi užitečné pro zaznamenání vývoje každoroční liturgické oslavy.
Filologové prostudovali Egeriin dopis, který obsahuje řadu informací o vývoji latiny v pozdní antice v „protorománský“ jazyk, z něhož později vznikla středověká a moderní rodina románských jazyků. Například výrazy jako „deductores sancti illi“ (což v klasické latině znamená „ti svatí průvodci“, zde však spíše jen „svatí průvodci“) odhalují původ určitého členu, který se dnes používá v románských jazycích (s výjimkou sardinštiny a některých dialektů katalánštiny) - srov. španělštinu („las santas guías“) nebo italštinu („le sante guide“). Podobně použití ipsam ve frázi jako „per mediam vallem ipsam“ (klasicky latinsky „středem [samotného] údolí“) předjímá určitý člen („péri su mesu de sa bàdde“), který se vyskytuje v sardinštině („sa limba sarda“) a v některých dialektech katalánštiny, konkrétně v baleárské katalánštině, podél pobřeží Costa Brava (Katalánsko) a ve valencijských obcích Tàrbena a La Vall de Gallinera.

## Chronologický seznam raně křesťanských geografů a poutníků
Chronologický seznam raně křesťanských geografů a poutníků do Svaté země, kteří psali o svých cestách, a další související díla:
Pozdně římské a byzantské období
- Eusebius z Cesareje (260/65-339/40), církevní historik a geograf Svaté země.
- Anonymní „Poutník z Bordeaux“ (Itinerarium Burdigalense), poutník do Svaté země (333–334), který zanechal cestovní popisy
- Svatý Jeroným (Hieronymus; fl. 386–420), překladatel Bible, který významně přispěl k topografii Svaté země
- Madabská mapa, mozaiková mapa Svaté země z druhé poloviny 6. století
- Anonymní poutník z Piacenzy, poutník do Svaté země (570), který zanechal cestovní popisy

Rané muslimské období
- Chronicon Paschale, řecká křesťanská kronika světa ze 7. století
- Arculf, poutník do Svaté země (asi 680), který zanechal podrobné vyprávění o svých cestách

Středověké období
- Jan z Würzburgu, poutník do Svaté země (60. léta 11. století), který zanechal popis cesty

#### Text v latině
- EGERIE. Itinerarium Egeriae. Překlad Marcela Hejtmanová. České Budějovice: Jihočeská univerzita v Českých Budějovicích, 1999. 243 s. ISBN 80-7040-338-1.
- GAMURRINI, C. P. S. Silvae Aquitaine; Peregrinatio ad Loca Sancta. Studi e documenti di Storia e Diretto. 1888, čís. 9, s. 97–147. (latinsky)
- GEYER, Paul. Itinera hierosolymitana saeculi IIII-VIII. Corpus Scriptorum Ecclesiasticorum Latinorum. Svazek 39. Vindobonae: F. Tempsky, 1898. Dostupné online. OCLC 797991022 S. 35ff. (latinsky)
- HERAEUS, Wilhelm. Silviae vel potius Aetheriae peregrinatio ad loca sancta. [s.l.]: Carl Winter's Universitätsbuchhandlung, 1908. Dostupné online.
- EGERIA. Itinerarium peregrinatio [online]. The Latin Library [cit. 2024-05-04]. Dostupné online.

#### Překlady do angličtiny
- John H. Bernard. The Pilgrimage of S. Silvia of Aquitania to the Holy Places (circa 385 A.D.). With an appendix by Sir Charles William Wilson. London: Palestine Pilgrims' Text Society, 1891. (1891 edition;1896 edition; html)
- M. L. McClure; C. L. FELTOE. The Pilgrimage of Etheria. [s.l.]: Society for Promoting Christian Knowledge, 1919. Dostupné online. (archive.org; html) (anglicky)
- GINGRAS, George E. Egeria: Diary of a Pilgrimage. [s.l.]: The Newman Press, 1970. (Ancient Christian Writers, 38). ISBN 978-0-8091-0029-3. (This is a slightly older English translation than Wilkinson.) (anglicky)
- WILKINSON, John. Egeria's Travels. Oxford: Aris & Phillips, 2006. ISBN 0-85668-710-3. (This translation includes supporting documents and notes. Previous editions were published in 1971 and 1981; the third revised edition was published in 1999.) (anglicky)
- Juan Monteverde. Eteria Itinerario. Prólogo, traducción y notas de Juan Monteverde, S.D.B.. Valladolid, Spain: Maxtor, 2010. ISBN 978-84-9761-788-8. (anglicky)
- Kai Brodersen. Aetheria/Egeria: Reise ins Heilige Land. Latin and German. Berlin and Boston: De Gruyter, 2016. ISBN 978-3-11-051811-5. (anglicky)
- Anne McGowan, Paul F. Bradshaw. The Pilgrimage of Egeria. Collegeville, Minnesota: Liturgical Press, 2018. ISBN 978-0-81-468421-4. (anglicky)